# Kokbanan

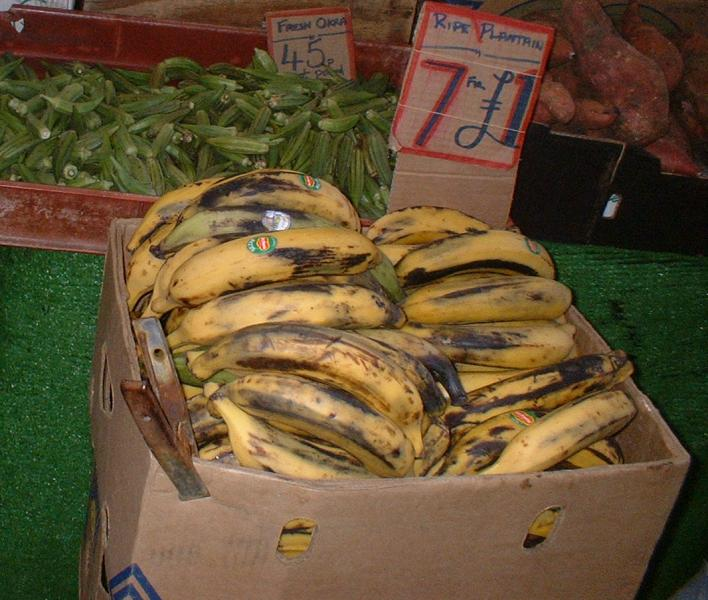
Mogna kokbananer

En kokbanan (även mjölbanan, matbanan eller pisang) (Musa Kokbanan-Gruppen) är en typ av banan. Kokbananer är mer eller mindre komplexa hybrider med flera arter i banansläktet, dock främst ädelbanan (M. acuminata) och balbisbanan (Musa balbisiana).
Kokbananer används huvudsakligen inom matlagning och är en stapelföda i Afrika, Asien och Latinamerika. Den äts vanligen innan den blir helt mogen. Kokbananen kokas eller rostas men kan även malas till mjöl. Kokbananen skiljer sig från den vanliga bananen då den har fastare fruktkött och lägre sockerinnehåll. 
Kokbananer produceras främst i Afrika och Sydamerika. Afrika står för 70% av produktionen med Uganda som det största producentlandet. I Sydamerika är Peru det stora producentlandet.
Bananträdet introducerades i Amerika av portugisiska franciskanermunkar och odlas nu från Florida i norr och så långt söderut som Karibien, Centralamerika och Brasilien. Spanjorerna döpte frukten till plátano då de tyckte trädet hade likheter med platanträden som växte hemma i Spanien.
I många latinamerikanska länder används omogna kokbananer till rätten tostones, även kallad patacones, där kokbananen skivas, friteras och tillplattas varpå den används som ett tillbehör i olika huvudrätter på ett sätt som kan jämföras med pommes frites.

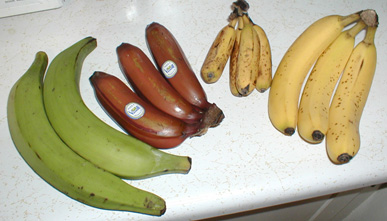
Olika bananvarianter med omogna kokbananer längst till vänster följ av röd banan, äppelbanan och Cavendish